# Qvenildnova
Qvenildnova är en bergstopp i Antarktis. Den ligger i Östantarktis. Norge gör anspråk på området. Toppen på Qvenildnova är 1 654 meter över havet.
Terrängen runt Qvenildnova är varierad. Trakten är obefolkad. Det finns inga samhällen i närheten. 